# Kancsilfélék
A kancsilfélék (Tragulidae) az emlősök (Mammalia) osztályába és a párosujjú patások (Artiodactyla) rendjébe tartozó család.
A családba 10 recens faj tartozik.
A Tragulina alrendág egyetlen ma is élő családja. Legközelebbi rokonaik a ma már fosszilis Hypertragulidae család fajai voltak.

## Tudnivalók
A kancsilfélék kis testű, rejtőzködő állatok, amelyeket Afrikában, Indiában, Srí Lankában és Délkelet-Ázsiában találhatunk meg.
Telugu nyelven „Jarini Pandi”-nak nevezik, ami magyarul ezt jelenti: „egy őz és egy egér”. A franciák „kis kecskének” nevezik.
A család elterjedési területe és a fajok száma nagy volt az oligocén végén, de főleg a miocén kor idején. Korábban a kutatók úgy vélték, hogy ez az emlőscsalád az oligocén korban jelent meg, azonban 2001-ben egy thaiföldi maradvány arra utal, hogy ez az állatcsoport valamivel hamarább, a késő eocén korszakban fejlődött ki. Az állatok azóta alig változtak, megtartva ősi kinézetüket. A gyomruk négy részből áll, de a harmadik rész alulfejlett. Mint más kérődzőknek, a kancsilféléknek is hiányoznak a felső metszőfogaik és egyszerre csak egy utódot ellenek, nem mint a disznófélék. A kancsilfélék fogazatának a számozása a következő: {\displaystyle {\tfrac {0.1.3.3}{3.1.3.3}}}
Habár ősi vonásokat mutatnak, a kancsilfélék mégis a többi kérődzővel állnak közelebbi rokonságban, és nem a disznófélékkel. Az állatoknak nincs szarvuk vagy agancsuk, de mindkét nemnek a felső állcsontjából két megnagyobbodott szemfog nő ki. A hímeknek ezek a fegyvereik, a száj mindkét oldalán kilátszanak. A kancsilféléknek rövid, vékony lábaik vannak, így nem gyors futók, de biztonságban tudnak mozogni a sűrű aljnövényzetben. Disznószerű vonások: a lábukon lévő 4 ujj, a szemtájékon hiányzó szagmirigyek, az első kisőrlők éles koronája és a párzási szertartás.
A legnagyobb képviselőjük az afrikai kancsil, amely körülbelül 80 centiméter hosszú és 7-16 kilogramm tömegű. Ezt a fajt tartják a legősibb vonásúnak.
A kancsilfélék magányos állatok, csak a szaporodási időszak alatt keresik fel egymást. Az utódokat 3 hónapos korban választják el, ezek fajtól függően 5-10 hónap múlva érik el ivarérettségüket. Az anyai gondoskodás nem túl fejlett. Habár a szagmirigyeik nem ott helyezkednek el, mint a többi kérődzőnél, azért nekik is vannak, például az állon. Ezekkel jelölik területüket. Az állatok területe eléggé kicsi, csak 13-24 hektár. A szomszédok próbálják kerülni egymást, nem verekednek szívesen.
A fajok megmaradásához az élőhelyei megvédésére és az orvvadászat megakadályozása szükséges..

## Rendszerezés
A családba az alábbi 3 élő nem és 6-7 fosszilis nem tartozik:
- †Afrotragulus Sánchez, Quiralte, Morales & Pickford, 2010 - kora miocén; Kenya[6]
- †Archaeotragulus Métais, G.; Chaimanee, Y.; Jaeger, J.-J. & Ducrocq S., 2001 - késő eocén; Thaiföld[7]
- †Dorcatherium Kaup, 1833 - miocén-pliocén; Európa, Kelet-Afrika, Észak-India[8]
- †Dorcabune - Pakisztán
- Hyemoschus J. E. Gray, 1845
- Moschiola J. E. Gray, 1852
- †Siamotragulus - miocén; Thaiföld
- Tragulus Brisson, 1762 - típusnem
- †Yunnanotherium

A hat fosszilis kancsilnem mellé, egyes kutatók még odasorolják a Thaiföldön talált késő eocén korszaki Krabitherium-ot Metais, Chaimanee, Jaeger & Ducrocq, 2007 is; viszont más kutatók nem biztosak abban, hogy ez igazi kancsil-e.

## Képek

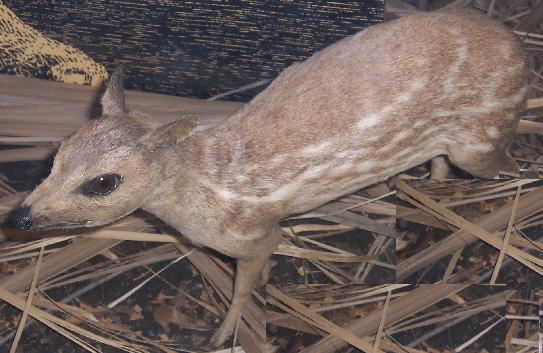
Kitömött kancsil
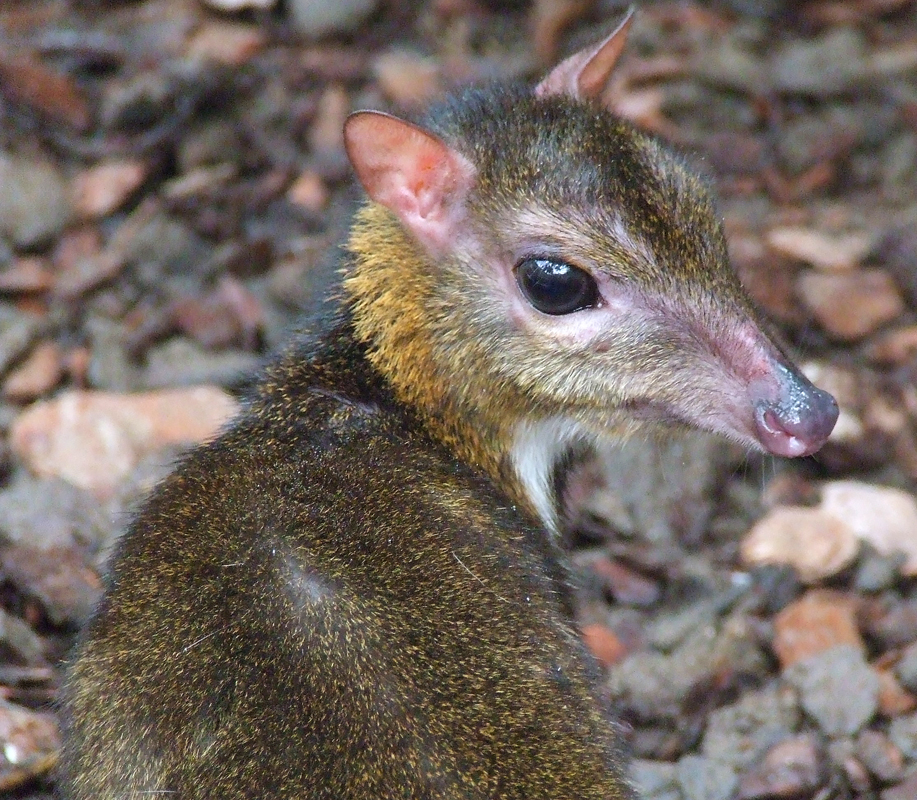
Tragulus kanchil
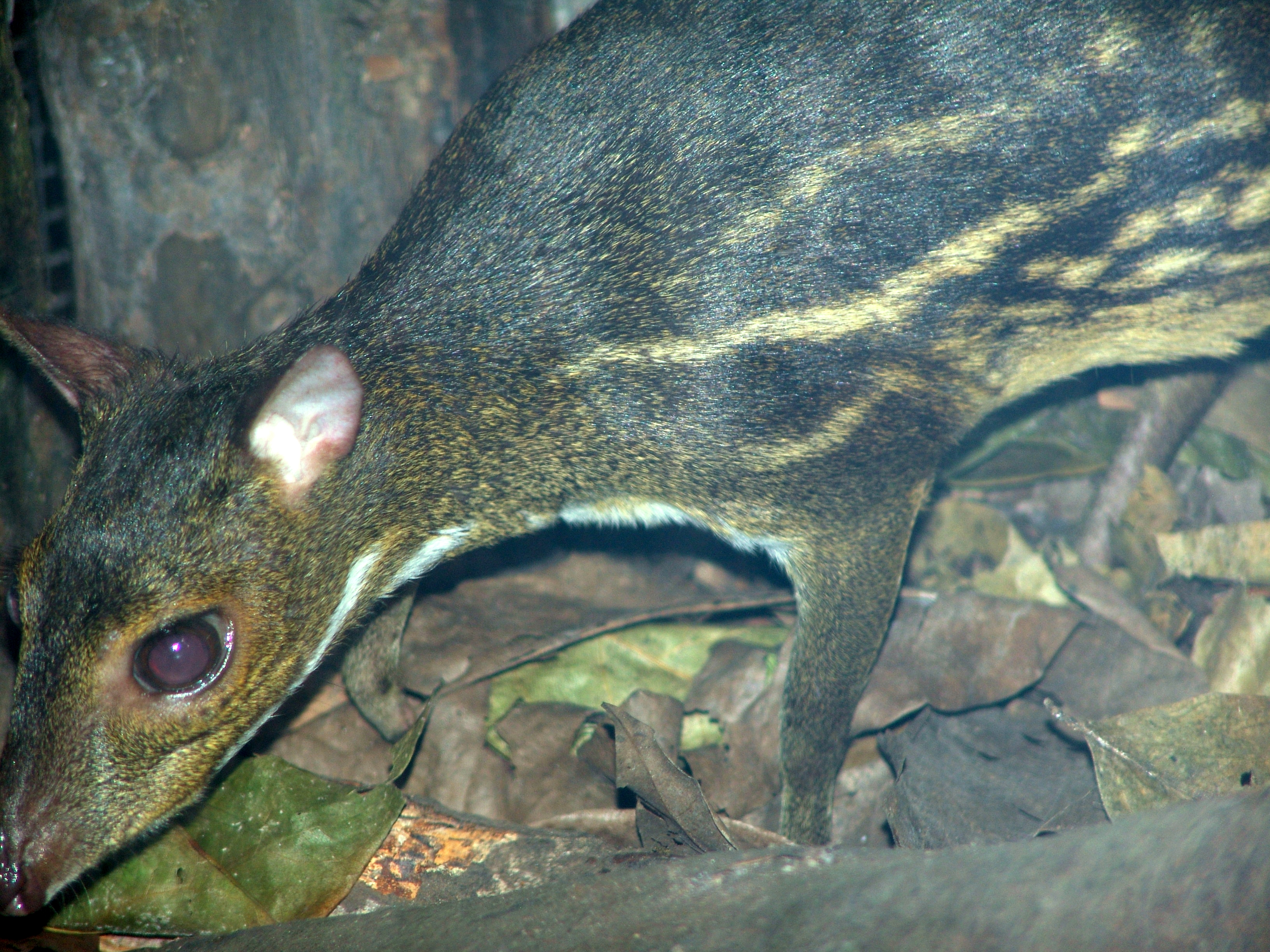
Indiai kancsil
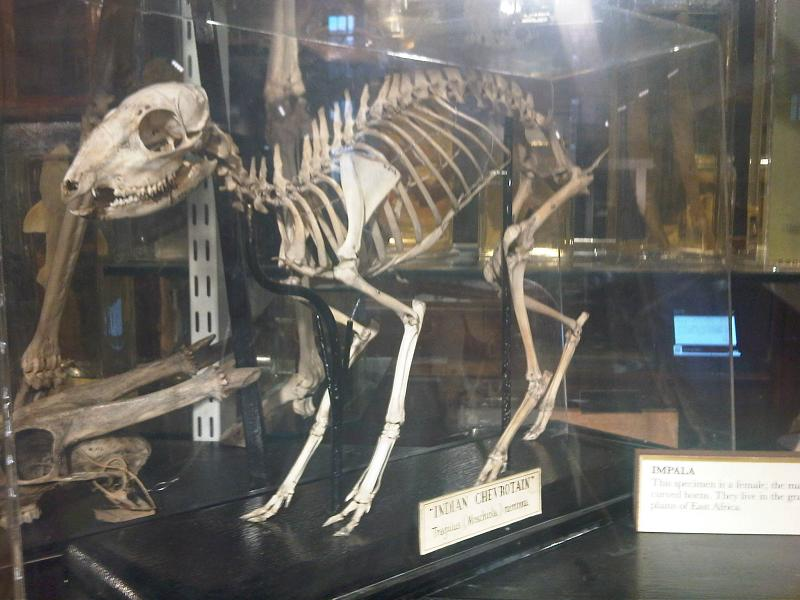
és csontváza
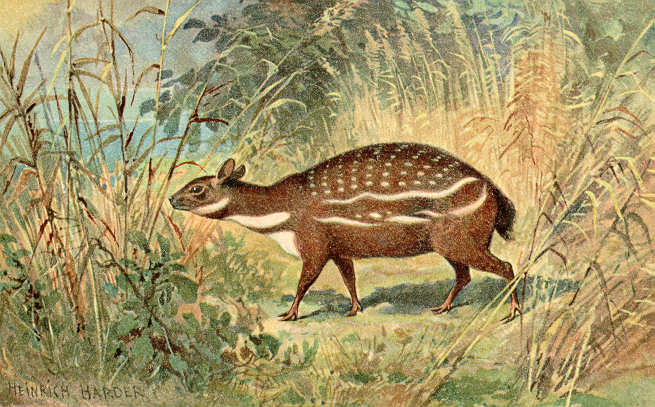
Rajz egy Dorcatherium-ról

### Fordítás
- Ez a szócikk részben vagy egészben  a   Chevrotain című angol Wikipédia-szócikk ezen változatának fordításán alapul.  Az eredeti cikk szerkesztőit annak laptörténete sorolja fel. Ez a jelzés csupán a megfogalmazás eredetét és a szerzői jogokat jelzi, nem szolgál a cikkben szereplő információk forrásmegjelöléseként.